# 閻倫
閻倫（1437年—？），字天敘，河南汝寧府光州息縣人，軍籍，明朝政治人物。同進士出身。

## 生平
早年出身國子生，天順三年（1459年）己卯科河南鄉試第五十七名。成化十一年（1475年）乙未科會試第二百八十七名，殿試登進士第三甲第一百九十三名。

## 家族
曾祖父閻成。祖父閻信。父亲閻貴。